# Kenta Itō
Kenta Itō (japanisch 伊藤 研太 Itō Kenta; * 12. Mai 1999 in der Präfektur Aichi) ist ein japanischer Fußballspieler.

## Karriere
Itō erlernte das Fußballspielen in der Jugendmannschaft von Shimizu S-Pulse. Seinen ersten Vertrag unterschrieb er 2018 bei Shimizu S-Pulse. Der Verein spielte in der höchsten Liga des Landes, der J1 League.